# وريد تربيقي
وريد تربيقي

الأوردة التربيقية هي أكبر الأوردة الموجودة داخل الطحال. وهي تصفي الدم المجمّع في تجاويف اللب. 
يتم جمع الدم من تجويفات النسيج بواسطة جُذيرات الوريد، ويبدأ ذلك بنفس الطريقة التي تتم في نهايات الشرايين.
يتكون النسيج الضام من تجاويف اللب المرتبة في صفوف، بطريقة تشكّل فراغاً ممتداً في التجويف.
تصبح ممدودة وبشكلٍ مغزلي، وتتداخل مع بعضها البعض عند الأطراف وبذا فهي تشكل نوعاً من البطانة الغشائية المبطنة للمسارات أو التجاويف، وهذا هو جذير الوريد.
على الأسطح الخارجية لهذه الخلايا، تجد خطوطاً عرضية أو علامات دقيقة، وهي ناتجة عن لُييفات دقيقة مرنة مرتبة بطريقة دائرية حول التجاويف.
وبالتالي تمتدّ القناة خارجياً وتصبح تدريجياً وريد صغير، حيث يستحوذ بعد فترة قصيرة على طبقة من النسيج الضام متوافقة مع طبقة من الخلايا الظهارية والتي تدعم خلايا اللب.
تتحد الأوردة الصغيرة لتشكّل أوردة أكبر، وهذه الأوردة لا تصاحب الشرايين، لكنها تدخل في أغماد التجاويف وبتقاطعها تشكّل ستة فروع جديدة أو أكثر، تخرج من نقير الطحال وتتحد لتشكل الوريد الطحالي وهو أكبر جذير في الوريد البابي..

## وصلات خارجية
- علم الأنسجة (جامعة بوسطن) 07704loa - "Lymphoid Tissues and Organs: spleen, central artery and trabecular vein"
- Slide at udel.edu